# 竹内渉と片山陽加のみゅーじっく ほりっく
竹内渉と片山陽加のみゅーじっく ほりっく（たけうちあゆむ と かたやまはるか の みゅーじっく ほりっく）は、アール・エフ・ラジオ日本で2014年10月2日から放送されていたラジオ番組である。正式なタイトルは、「みゅーじっく」と「ほりっく」の間に白抜きの星型が入る。

## 概要
“お目覚めからお休みまで音楽がなくちゃいられない（音楽中毒＝ミュージックホリックな）あなた”に、最新の曲から懐メロまでジャンル問わず紹介する。

## 出演
- 竹内渉
- 片山陽加

別の仕事とバッティングして片方が欠席する場合は、同じアービング所属の俳優が応援に入る。

## コーナー
当日までに何があったかをそれぞれ報告し、毎週、以下の通り3曲を掛ける。
- 前半リクエスト
- エムホリ・プレイリスト
リスナーから選曲テーマを募る。
- 後半リクエスト